# Идлиб (покрајина)
Идлиб (арап. مُحافظة ادلب‎ - Muḥāfaẓat Idlib) је покрајина на сјеверозападу Сирије. Покрајина се на западу граничи са покрајином Латакија, на југу са покрајином Хама, на истоку покрајином Алеп, док се на сјеверу налази државна граница са Турском. Административно сједиште покрајине је град Идлиб.
Други већи градови су Ериха, Харем, Џиср ел Шугур и Марет ел Нуман.

## Окрузи покрајине
Окрузи носе имена по својим својим административним сједиштима, а покрајина Идлиб их има 5 и то су:
- Ериха
- Идлиб
- Харем
- Џиср ел Шугур
- Марет ел Нуман